# Light (álbum de Matisyahu)
Light é o terceiro álbum de estúdio do cantor Matisyahu, lançado no dia 25 de agosto de 2009.

## Avalições
- Allmusic - 4 de 5[1]
- Slant Magazine 2.5 de 5[2]
- The A.V. Club (C-)[3]
- Spin 3 de 5[4]
- Sputnikmusic 4.5 de 5[5]

Rolling Stone de 2.5 5

## Faixas
1. "Smash Lies"
2. "We Will Walk"
3. "One Day"
4. "Escape"
5. "So Hi So Low"
6. "I Will Be Light"
7. "For You"
8. "On Nature"
9. "Motivate"
10. "Struggla"
11. "Darkness Into Light"
12. "Thunder"
13. "Silence"